# Pleaux
Pleaux – miejscowość i gmina we Francji, w regionie Owernia-Rodan-Alpy, w departamencie Cantal.
Według danych na rok 1990 gminę zamieszkiwało 2146 osób, a gęstość zaludnienia wynosiła 23 osoby/km² (wśród 1310 gmin Owernii Pleaux plasuje się na 97. miejscu pod względem liczby ludności, natomiast pod względem powierzchni na miejscu 1.).